# Radiata
Em zoologia, chama-se Radiata a um clade que inclui os animais do reino Metazoa que apresentam simetria radial, em contraposição com os Bilateria, que têm simetria bilateral.
Para além disso, estes animais são diploblásticos, isto é, possuem dois folhetos embrionários. A camada exterior (ectoderme) corresponde a superfície da blástula e a camada interior (endoderme) é formada por células que migram para o interior. Ela então se invagina para formar uma cavidade digestiva com uma única abertura, (o arquêntero). Esta forma é chamada gástrula (ou plânula quando se trata de uma larva livre-natante).
Fazem parte deste grupo os Cnidaria (águas vivas, anémonas, corais, etc) e os Ctenophora ; os Myxozoa, um grupo de parasitas microscópicos por vezes incluídos neste agrupamento, têm sido considerados cnidários reduzidos, porém, podendo ser derivados dos Bilateria.
É importante notar que os equinodermes, como as estrelas e os ouriços do mar, não pertencem a este grupo. Eles adquiriram a simetria radial como um carácter secundário.